# Кастано, Эрнесто
Эрне́сто Каста́но (2 мая 1939, Чинизелло-Бальзамо, Ломбардия — 5 января 2023, Турин) — итальянский футболист, защитник.
Прежде известный по выступлениям за клуб «Ювентус», а также национальную сборную Италии.
Трёхкратный чемпион Италии, трёхкратный обладатель кубка Италии. В составе сборной — чемпион Европы.

## Клубная карьера
Воспитанник футбольной школы клуба «Бальсамезе».
Во взрослом футболе дебютировал в 1956 году, выступая за команду «Леньяно», в которой провёл один сезон, приняв участие в 26 матчах чемпионата.
В течение 1957/58 сезона защищал цвета клуба «Триестина».
Своей игрой за последнюю команду он привлёк внимание представителей тренерского штаба клуба «Ювентус», в состав которого присоединился в 1958 году. Сыграл за «старую синьору» следующие двенадцать сезонов своей игровой карьеры. Большую часть времени, проведённого в составе «Ювентуса», был основным игроком защиты команды. За это время трижды завоевывал титул чемпиона Италии, становился обладателем Кубка Италии (также трижды).
Завершил профессиональную игровую карьеру в клубе «Виченца», за который выступал в течение 1970/71 сезона.

## Выступления за сборную
В 1959 году он дебютировал в официальных матчах в составе сборной Италии. В течение карьеры в национальной сборной, которая длилась 10 лет, провёл в форме главной команды страны лишь 7 матчей. В составе сборной участвовал в домашнем чемпионате Европы 1968 года, на котором итальянцы завоевали титул континентальных чемпионов.